# Chondrometra aculeata
Chondrometra aculeata is een haarster uit de familie Charitometridae.
De wetenschappelijke naam van de soort werd in 1888 gepubliceerd door Philip Herbert Carpenter.